# Radclyffe Hall
Radclyffe Hall (rozená Marguerite Radclyffe-Hall, 12. srpna 1880, Bournemouth – 7. října 1943, Londýn) byla anglická básnířka a spisovatelka, známá především díky svému lesbickému románu Studna osamění, který je klasikou ve svém žánru.

## Život
Marguerite Radclyffe Hall se narodila roku 1880 v Bournemouthu. Její rodiče žili odděleně, matka a nevlastní otec o ni nejevili zájem. Byla lesba a popsala se jako „vrozeně inverzní“, tento termín přejala z textů Havelocka Ellise a jiných sexuologů z přelomu století. Studovala na King's College London a později v Německu.
V roce 1907 v Německu potkala Mabel Battenovou, známou amatérskou zpěvačku. Battenová (přezdívaná „Ladye“) byla mnohem starší, vdaná, měla již dospělou dceru a vnoučata. Přesto se do sebe zamilovaly, když zemřel manžel Battenové, usadily se ve společné rezidenci. Battenová jí dala přezdívku John. Hall v té době konvertovala ke katolicismu. Roku 1915 se zamilovala do Uny Troubridge (1887–1963) – sestřenice Mabel Battenové, sochařky, manželky admirála Ernesta Troubridgea a matky dvou dcer. Následující rok Battenová zemřela a roku 1917 začaly Hall a Troubridge společně žít. Roku 1928 vyšla Studna osamění, která vyvolala skandál a britský soud nařídil celý náklad spálit. Po této události Hall s partnerkou odjela na několik let z Anglie. Vydala ještě několik dalších knih, ale už nikdy se nevěnovala kontroverznímu tématu lásky mezi ženami. Zemřela v Londýně po dlouhém boji s rakovinou.

## Dílo
Její první román Nerozžatá lampa (The Unlit Lamp), vypráví příběh mladé dívky Joan Ogdenové, která snila o životě v londýnském bytě se svou přítelkyní Elizabeth a studiu medicíny, ale cítila se být v pasti své manipulativní matky a citové závislosti na ní. Díky své délce se kniha špatně prodávala, proto Hall zvolila pro svůj další počin mnohem lehčí téma. Napsala velmi úspěšnou sociální komedii The Forge. Své celé jméno používala jen pro prvotní básnické sbírky, později jej zkrátila na Radclyffe Hall. Následovaly další humorné romány A Saturday Life (1925), Adam's Breed (1926). Knihy se prodávaly dobře a měly pozitivní ohlasy literárních kritiků, získaly i mnohá literární ocenění.
Nejslavnější román Studna Osamění je i dnes v 21. století důležitou knihou nejen pro LGTB komunitu.

## Studna osamění
Nejslavnějším dílem Radclyffe Hall je Studna osamění (The Well of Loneliness), jediný z osmi románů mající otevřeně lesbické téma a první svého druhu. Vyšel v roce 1928, popisuje život maskulinní lesby, která se, podobně jako autorka, identifikuje slovem „inverzní“. Přestože Studna osamění nemá explicitní obsah, způsobila tehdy podobné pozdvižení, jako hlavní díla J. Joyce a D. H. Lawrence. A ještě i dnes působí toto pozdvižení. Autorka, poučena výtěžky Freudovy psychoanalýzy, se pokouší vystihnout fyzickou i psychickou osamělost lesbické ženy, která je ve společnosti uznávající jen heterosexuální lásku bytostí vyvrženou, nechápanou a přinucenou skrývat své tužby. Svědomitou snahu Radclyffe Hall o pravdivé a rozumějící vypodobnění ocenil i významný sexuolog Havelock Ellis.

### Romány
- The Forge (1924)
- The Unlit Lamp (1924, česky 1932, Nerozžatá lampa)
- A Saturday Life (1925)
- Adam's Breed (1926)
- The Well of Loneliness (1928, česky 1969, Studna osamění)
- The Master of the House (1932, česky 1936, Pán domu)
- Miss Ogilvy Finds Herself (1926)
- The Sixth Beatitude (1936)

### Poezie
- Dedicated to Sir Arthur Sullivan (1894)
- Twixt Earth and Stars (1906)
- A Sheaf of Verses : Poems (1908)
- Poems of the Past & Present (1910)
- Songs of Three Counties and Other Poems (1913)
- The Forgotten Island (1915)